# Colònia Vila-seca
La Colònia Vila-seca (o simplement Vila-Seca) és una antiga colònia tèxtil i un nucli de població al terme de Sant Vicenç de Torelló (Osona), inclosa en l'Inventari del Patrimoni Arquitectònic de Catalunya.

## Història
El 1863, Josep Callís i Puigrubí, del mas Callís d'Orís, va obtenir l'autorització per aprofitar dos salts d'aigua al Ter, un al terme de Sant Vicenç de Torelló, i un altre al d'Orís. En el primer indret hi havia la masia de Can Vilaseca, que acabaria donant nom a la colònia.
El 1843, el teixidor de cotó de Manlleu Ferran Almeda i Viñolas es va associar amb Francesc Puget sota la raó social Puget, Almeda i Font per a gestionar la Fàbrica del mig, amb telers mecànics moguts per la força hidràulica del canal industrial de Manlleu. El 1857 s'hi va constituir la societat Almeda, Xipell i Cia, segons sembla, amb la participació del seu fill Pere Almeda i Viñas, liquidada el 1865. Aquell mateix any es va constituir la nova societat Almeda, Sindreu i Cia, amb Rafael Puget i Terrades i Francesc Xavier Sindreu i Esparó (Puigcerdà, 1819-Barcelona, 1893) com a socis i Pere Almeda com a director, i un capital de 42.000 duros. El 1871, l'empresa comprà els terrenys per a erigir-hi la fàbrica, prop de Can Vilaseca, i dos anys més tard, els drets sobre els salts d'aigua a Josep Callís. El situat al terme d'Orís, es vendria l'any 1893 i seria l'origen de las Nuevas Hilaturas del Ter SA, de Borgonyà.
Les obres s'iniciaren immediatament, i es van construir els edificis industrials i els habitatges dels obrers, a més de la resclosa i el canal del Ter que menava l'aigua a la fàbrica. El 1876 acordaren vendre una part dels edificis construïts i dels drets del salt d'aigua a Joan Vila, tot i que poc després van passar a mans de Frederic Marcet i Vidal, després que el primer no pogués sufragar el deute que tenia amb el segon.
El 28 de desembre del 1879, Sindreu es va adreçar al govern espanyol per a demanar la declaració de colònia, comprometent-se a posar en marxa la fàbrica el 2 de gener del 1880. Entre les dues fàbriques disposen de 5.520 pues de filar, 8 cardes i 114 telers mecànics, i hi havia unes 25 famílies instal·lades a la nova colònia. El 8 de novembre de 1880, el ministeri de Foment atorgà la naturalesa jurídica de colònia als peticionaris, i el 1882 fou beneïda l'església, dedicada a la Sagrada Família pel bisbe de Vic, Josep Morgades. També hi hagué una escola per a la mainada, actualment tancada.
Ferran Almeda morí el 1889, i fou succceït pels seus quatre fills: Pere (que ja n'era accionista i director) i Ferran, Josep i Ramon Almeda i Delmuns, fruit d'un segon matrimoni. Sindreu va morir el 1893, i fou succeït per la vídua Engràcia Oliba i els fills Josep, Maria i Dolors Sindreu i Oliba. Aleshores, la societat canvià de nom a Almeda Germans i Cia.
Rafael Puget morí el 1896, i la seva fàbrica de Manlleu entrà en decadència, fins que el 1905 els sues fills la tancara i vengueren la participació que tenien a la de Vila-seca. En aquesta època, Ramon i Ferran Almeda i Delmuns abandonaren la societat, retirant-ne el capital. Pere Almeda morí el 1907 i l'empresa canvià de nom a Sindreu i Cia, amb la seva vídua, Engràcia Oliba i els germans Sindreu i Oliba com a socis.
El 1913, l'empresa es dissolgué i vengueren la fàbrica i la maquinària a Josep Rierola i Albó. Aquest hi mantingué l'activitat fins al 1919, quan la vengué a Almeda, Alamany i Cia, instal·lada a Manlleu des del 1882. El 1929 es convertí en societat limitada, i el 1932 comprà la part que havia estat de Frederic Marcet i que aleshores funcionava sota la raó social de Fills d'Estanislau Planàs, quedant així unificada la colònia.
El 1948 es va construir la nova escola de nenes al carrer de Vila-seca, 5, deixant la que es trobava al costat de l'església per als nens. La colònia va créixer de manera sostinguda fins a  la crisi del tèxtil dels anys 1970, que va deixar obsoleta la colònia, i a la dècada de 1990, la majoria dels habitatges estaven buits i quedaven pocs treballadors a la fàbrica.
El desenvolupament d'un PERI va permetre la remodelació de la colònia i la recuperació dels seus espais emblemàtics. Els propietaris van vendre els habitatges, com a la colònia Borgonyà.

## Descripció
Actualment, els elements que es conserven són els següents:
- Resclosa al riu Ter amb un pas de comportes operatives que condueixen l'aigua a un canal.[2]
- Canal: Canalització d'aigua que porta l'aigua del riu Ter fins a la turbina per generar electricitat.[2]
- Jardins de la colònia: Hi ha algunes espècies de la plantació original del jardí i que no són autòctones, com per exemple les sequoies. També hi ha una font d'estil romàntic, parcialment coberta per vegetació i unes escales que hi porten des de la casa dels amos.[2]
- Casa dels amos: Consta de casa de planta rectangular i teulat a quatre vessants amb la façana sud-est en forma de galeria. Presenta una terrassa a la cantonada nord-oest i dona tant al jardí de la colònia com al jardí privat de la casa.[2]
- Cooperativa: Separat de la colònia pel traçat de la via del ferrocarril, es troba el conjunt conegut com a La Cooperativa, que era un servei habilitat per proveir d'aliments i productes diversos als treballadors de la colònia. Aquest és format per quatre cases alineades, totes amb planta baixa i primer pis. Correspon a l'antiga cooperativa. Presenten portalades d'arc ceràmic rebaixat. Algunes de les edificacions han estat molt modificades pels seus propietaris i d'altres, en desús, s'han enderrocat.[2]
- Habitatges i serveis de la colònia: La colònia s'estructura en una forma allargassada, al voltant d'un mateix carrer, on es troben els habitatges dels treballadors. Eren cases entre mitgeres a cada costat del carrer construïdes segons una mateixa tipologia i que originàriament estaven dividits en diversos habitatges. Consten de planta baixa, pis i golfes i tenen la coberta a dos vessants amb el carener paral·lel a la façana.[2] El 1975 hi residien 435 persones,[2] i el 2023 161.[12]
- Serveis de la colònia: Al mateix carrer es troba la fonda, l'estanc, la fleca i el col·legi de les nenes. A tocar de les vies del tren hi havia un baixador. Al costat de l'església hi havia l'edifici de l'escola de nens-teatre, que es va enderrocar l'any 1991.[2]
- Torre F. Marcet: Ubicada al mateix carrer, entre els habitatges dels treballadors l'edifici de la fàbrica hi havia la torre de Francesc Marcet, un dels amos de la colònia. Es tracta d'una casa quadrangular amb teulat a doble vessant i jardí.[2]
- Fàbrica: És formada per una gran nau de planta rectangular, ubicada a la zona de migdia de la colònia. Originàriament, eren dues fàbriques diferents, de marcada simetria que van ser unides a posteriori. Consta de planta baixa, dos u pisos i golfes. Té la coberta a doble vessant amb el carener paral·lel a la façana. Presenta finestrals d'arc rebaixat emmarcats amb maons que es distribueixen en simetria. El cos principal presenta diversos annexos o cossos adossats de característiques similars. Amb posterioritat s'haurien afegit altres cossos d'una arquitectura més recent.[2]